# Signe Emmeluth

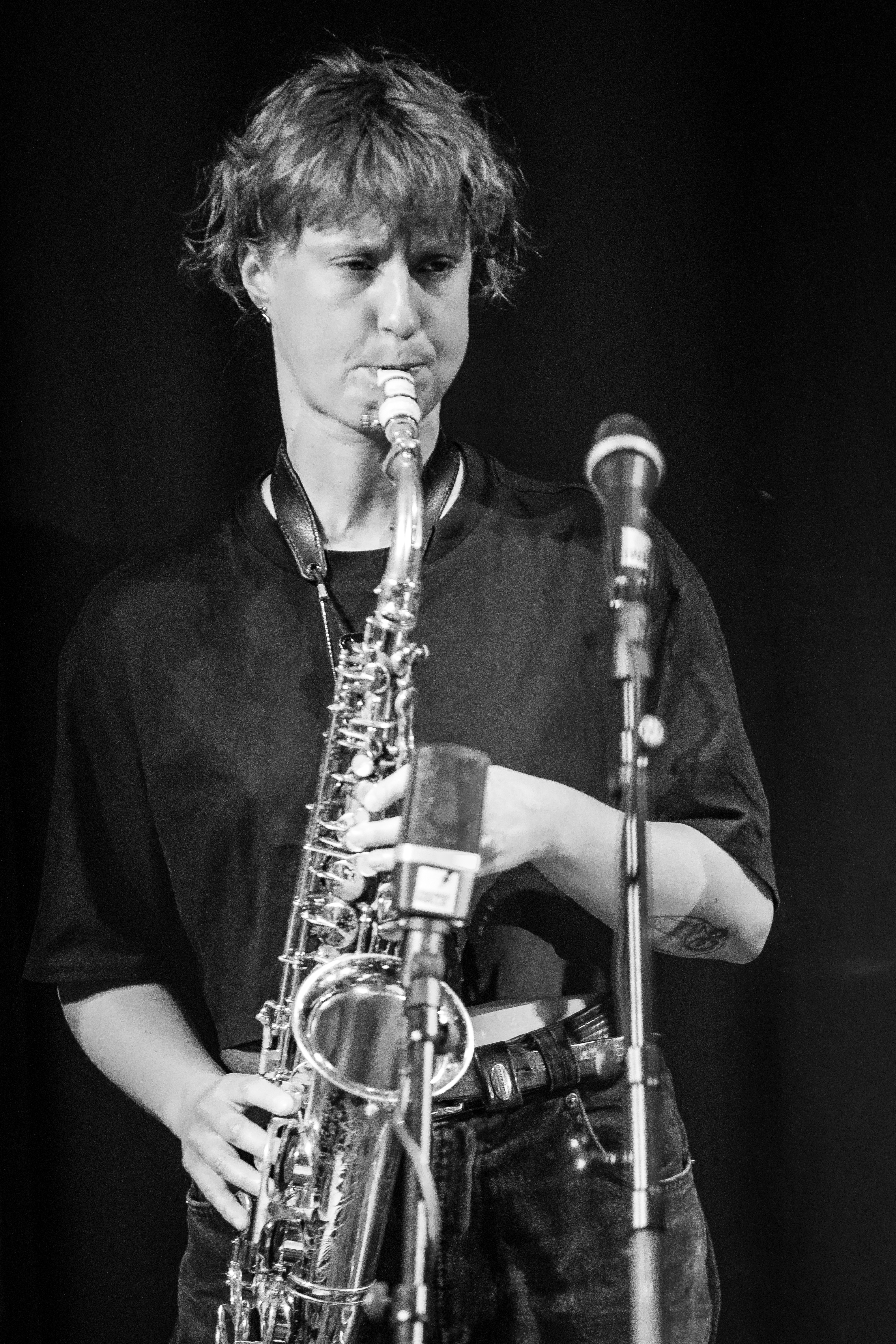
Signe Emmeluth auf der Bühne in Energimølla, Kongsberg 2024
Foto von Tore Sætre

Signe Krunderup Emmeluth (* 1992) ist eine dänische, in Oslo arbeitende Jazzmusikerin (Altsaxophon, auch Elektronik, Komposition). „Ihr einzigartiger Spielstil mit schnellen Wechseln auf dem Register, zwischen verschiedenen Melodielinien und plötzlichen Ausbrüchen macht Emmeluth zu einer leicht erkennbaren Stimme.“

## Leben und Wirken
Signe Emmeluth arbeitete ab den späten 2010er Jahren in Oslo u. a. in Andreas Røysum Ensemble, Barrage um den Bassisten Alexander Riris, mit Kasper Agnas Cirkus, Skarbø Skulekorps um Øyvind Skarbø und im Spacemusic Ensemble (für das sie auch komponierte). Des Weiteren spielte sie im Trio Konge (mit Kresten Osgood und Ole Morten Vågan), im Duo Tigerfish & Lioncats mit Vetle Adrian Larsen und im Duo Owl mit Karl Haugland Bjorå. Emmeluth hat auch mit Künstlern wie Jonas Cambien (Maca Conu), Paal Nilssen-Love, Pascal Niggenkemper, John Edwards und Mette Rasmussen zusammengearbeitet.
Mit Christian Balvig, Karl Haugland Bjorå, Ole Mofjell bildete Emmeluth das Quartett Emmeluth’s Amoeba, mit dem sie die beiden Alben  Polyp (2018) und Chimaera (2019, beide bei Øra Fonogram) einspielte. 2021 veröffentlichte sie das Soloalbum Hi Hello I’m Signe bei Relative Pitch Records. mit Kresten Osgood legte sie außerdem das Duoalbum Vandtårnet (Mmotvind) vor, eingespielt im Wasserturm Nykøbing Seeland.

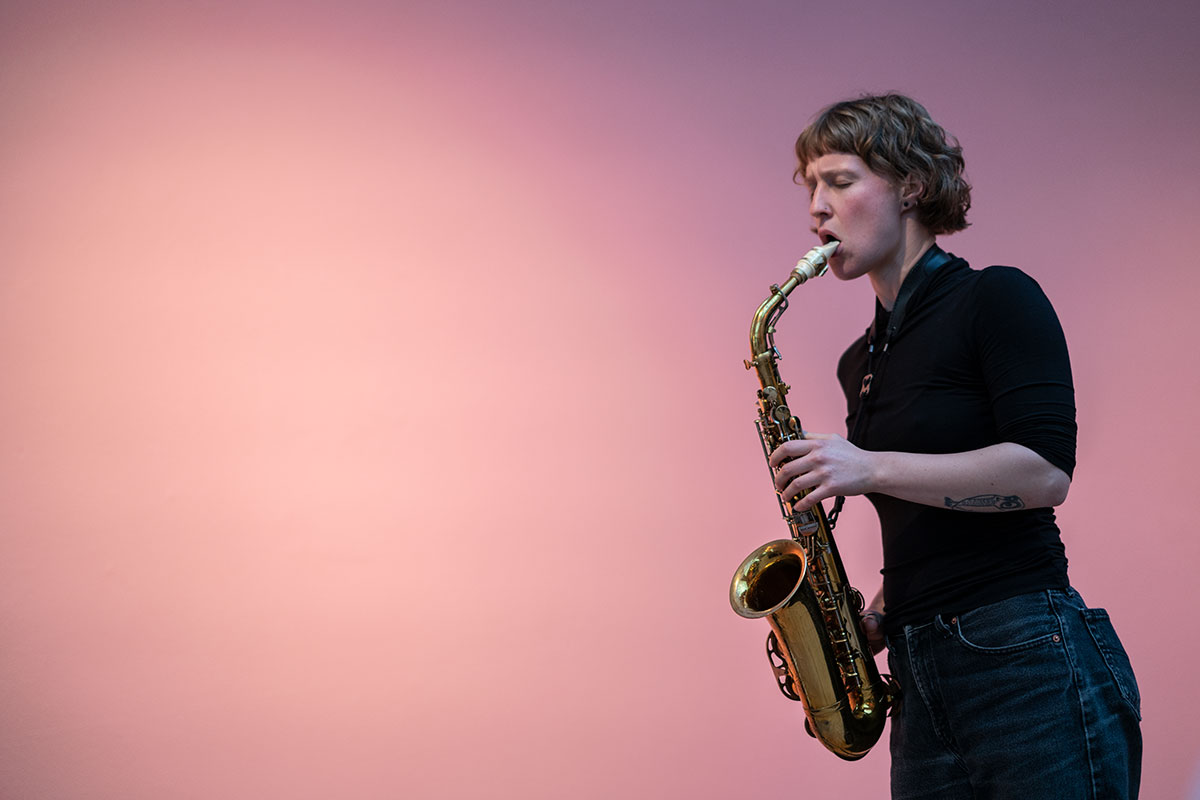
Signe Emmeluth (2021)

## Diskographische Hinweise
- Tigerfish & Lioncats: Stop Walk (2018)
- Spacemusic Ensemble. Is Okay Okay Is Certified (Motvind Records, 2019)
- Emmeluths Amoeba: Chimaera (2019)
- Owl: Mille Feuille (Sofa, 2020)
- Hi Hello I’m Signe (2021)
- Ingebrigt Håker Flaten & Paal Nilssen-Love: Guts & Skins (2023)
- Banshee (2024, mit Anne „Efternøler“ Andersson, Heiða Karine Jóhannesdóttir Mobeck, Maja S. K. Ratkje, Guoste Tamulynaite, Guro Skumsnes Moe, Jennifer Torrence)